# Prix Marguerite-Audoux
Le prix Marguerite-Audoux est un prix littéraire français, créé en 1997 pour récompenser les auteurs de langue française, dont le style ou la personnalité sont proches de ceux de la romancière Marguerite Audoux, prix Femina en 1910. Une année sur deux, la remise des prix s’effectue dans le Cher, département d’origine de Marguerite Audoux.
Les membres du jury en 2009 étaient Alain Rafesthain, Geneviève d'Aubuisson, Marie Desplechin, Pierrette Fleutiaux, Anne-Marie Garat, Benoite Groult, Marc Lambron et Jean-Yves Ribault.

## Lauréats du prix Marguerite-Audoux
- 1998 : Bernard Pignero pour Les Mêmes Étoiles
- 1999 : Mathieu Belezi
- 2000 : Anne-Marie Garat pour Les Mal-famées
- 2001 : Maïssa Bey pour Cette fille-là
- 2002 : Noëlle Revaz pour Rapport aux bêtes
- 2003 : Thalie de Molènes pour Le Bahau
- 2004 : Xavier Houssin pour 16, rue d'Avelghem
- 2005 : Henri Raczymow pour  Avant le déluge : Belleville années 50
- 2006 : Françoise Henry pour Le Rêve de Martin
- 2007 : Cathie Barreau pour Visites aux vivants et Magyd Cherfi pour La Trempe
- 2009 : Marie-Hélène Lafon pour L'Annonce et Catherine Laurent pour Il est parti
- 2010 : Marie-Sabine Roger pour Vivement l'avenir
- 2011 : Sylvie Tanette pour Amalia Albanesi
- 2012 : Barbara Constantine pour Et puis Paulette...
- 2013 : Hoai Huong Nguyen pour L'Ombre douce

## Prix Marguerite-Audoux des collèges
Le prix Marguerite-Audoux des collèges est un prix littéraire que les collégiens du Cher décernent à l'instar des membres du jury du prix national, à un ouvrage de littérature de jeunesse récemment publié et dont le thème ou l'univers rejoignent ceux de Marguerite Audoux.

### Liste des lauréats du prix des collégiens
- 2004 : Francesco D'Adamo pour Iqbal, un enfant contre l'esclavage
- 2005 : Marie-Aude Murail pour Maïté coiffure
- 2006 : Julia Billet pour Salle des pas perdus
- 2007 : Dominique Sampiero pour P'tite mère
- 2008 : Jean-Marie Defossez pour La Fiancée du désert
- 2009 : Claudine Le Gouic-Prieto pour Non merci !
- 2010 : Anne-Laure Bondoux pour Le Temps des miracles
- 2011 : Xavier-Laurent Petit pour Mon petit cœur imbécile
- 2012 : Agnès Aziza pour L'Accident
- 2013 : Marion Achard pour Tout seuls
- 2014 : Hubert Ben Kemoun pour La Fille seule dans le vestiaire des garçons
- 2015 : Orianne Charpentier pour Après la vague[1]
- 2016 : Claire Mazard, pour Une arme dans la tête
- 2017 : Amélie Billon, pour Lettre à Line
- 2018 : Coline Pierré pour Ma fugue chez moi
- 2019 : Anne-Laure Bondoux pour L'aube sera grandiose[2]
- 2020 : Christopher Bouix pour La théorie de l'iceberg
- 2021-2022 : Muriel Zürcher pour #Sauverloux[3],[4]